# Sturmgeschütz-Brigade 396
De Sturmgeschütz-Brigade 396 was tijdens de Tweede Wereldoorlog een Duitse Sturmgeschütz-eenheid van de Wehrmacht ter grootte van een afdeling, uitgerust met gemechaniseerd geschut. Deze eenheid was een zogenaamde Heerestruppe, d.w.z. niet direct toegewezen aan een divisie, maar ressorterend onder een hoger commando, zoals een legerkorps of leger.
Deze Sturmgeschütz-eenheid kwam echter nooit in actie en werd in delen gebruikt voor oprichting van andere Sturmgeschütz-eenheden.

## Krijgsgeschiedenis

### Sturmgeschütz-Brigade 396
Sturmgeschütz-Brigade 396 werd opgericht in Bjerringbro bij Viborg in Denemarken op 22 maart 1944. Al op 28 maart 1944 werd de Abteilung verplaatst naar “Aufstellungsstab West” bij Tours in Frankrijk.

### Einde
De Sturmgeschütz-Brigade 396 werd op 17 juli 1944 opgeheven op Oefenterrein Milau in Polen. De drie batterijen werden gebruikt voor het oprichten van de Sturmgeschütz-Abteilungen 1550, 1551, 1552, 1553, 1558 en 1559, die bedoeld waren voor de nieuwe Grenadierdivisies van de 29. Welle. De beslissing tot opheffing volgde na een nieuwe aanwijzing van Generaloberst Guderian dat het aantal Sturmgeschütz-Brigades niet verder mocht worden uitgebreid.

## Samenstelling
- Staf
- 1e Batterij
- 2e Batterij
- 3e Batterij

## Commandanten
| Rang      | Naam          | Begin     | Eind         |
| --------- | ------------- | --------- | ------------ |
| Hauptmann | Josef Girkens | mei 1944  | juni 1944    |
| Hauptmann | Gert Schmock  | juni 1944 | 11 juli 1944 |